# This Masquerade
"This Masquerade" é uma canção escrita pelo cantor e músico americano Leon Russell. Foi gravada originalmente em 1972 pelo próprio Russell para seu álbum Carney. A canção não foi lançada como single, mas foi inserida no Lado B de seu single "Tight Rope", canção do mesmo álbum. Quatro anos depois, "This Masquerade" foi regravada pelo cantor e guitarrista americano George Benson, para seu álbum Breezin' de 1976. Desta vez, a canção foi lançada como single por Benson, que a popularizou e a fez chegar às paradas de sucesso. A canção foi o primeiro grande sucesso da carreira de Benson e seu primeiro single pela Warner Bros.

## Versão de George Benson (1976)
A versão cover de Benson para "This Masquerade" foi a única versão da canção lançada como single e que apareceu nas tabelas musicais internacionais. O single foi muito bem sucedido e alcançou o Top 10 nos Estados Unidos e no Canadá. A canção atingiu a posição número #3 no R&B Chart da Billboard, assim como nos R&B Singles das revistas norte-americanas Cash Box e Record World, sua melhor posição nos gráficos. Ainda nos Estados Unidos, "This Masquerade" também atingiu a posição número #10 na Billboard Hot 100, mas se saiu melhor ainda no Canadá, onde conseguiu a posição número #8 nos charts Top Singles e Adult Contemporary da revista RPM. Fora do continente americano, o single de "This Masquerade" atingiu a posição número #4 nos Países Baixos (no Single Tip do Dutch Charts), e a posição número #9 na Itália.
Em 1977, a versão bem sucedida de George Benson para "This Masquerade" recebeu três indicações ao Grammy Award e venceu um deles. Foi indicada nas categorias Grammy Award para Canção do Ano, Grammy Award para Best Male Pop Vocal Performance e também na categoria Prémio Grammy para Gravação do Ano, na qual foi vencedora.

### Videoclipe Oficial
"This Masquerade" possui um videoclipe oficial gravado por George Benson em 1976. Pode ser assistido no link: George Benson - "This Masquerade" (1976)  no YouTube.

### Faixas do Single
| Ano  | Lado   | Canção            | Duração        | Intérprete    | Compositor    | Produção     | Álbum    |
| ---- | ------ | ----------------- | -------------- | ------------- | ------------- | ------------ | -------- |
| 1976 | Lado A | "This Masquerade" | 3:17 (Editado) | George Benson | Leon Russell  | Tommy LiPuma | Breezin' |
| 1976 | Lado B | "Lady"            | 5:56           | George Benson | Ronnie Foster | Tommy LiPuma | Breezin' |

- A duração total de "This Masquerade" no álbum Breezin' é 8:03.[3] A duração de 3:17 no Single de 7" é uma versão editada da canção.[1]

### Posições nos Charts

#### Charts Semanais
| Chart (1976)                              | Posição de pico |
| ----------------------------------------- | --------------- |
| Canadá - Adult Contemporary (RPM)         | 8               |
| Canadá - Top Singles (RPM)                | 8               |
| Itália - Hit Parade (Musica e dischi)     | 9               |
| Países Baixos - Single Tip (Dutch Charts) | 4               |
| USA - R&B Chart (Billboard)               | 3               |
| USA - Top 100 R&B (Cash Box)              | 3               |
| USA - R&B Singles (Record World)          | 3               |
| USA - Adult Contemporary (Billboard)      | 6               |
| USA - The Hot 100 (Billboard)             | 10              |
| USA - The Singles Chart (Record World)    | 8               |
| USA - Top 100 Singles (Cash Box)          | 12              |

| Chart (Dezembro, 1976)         | Posição |
| ------------------------------ | ------- |
| Canadá - Top 200 Singles (RPM) | 96      |
| USA - Pop Singles (Billboard)  | 69      |
| USA - Soul Singles (Billboard) | 27      |
| USA - Top 100 Singles (CB)     | 45      |
| USA - Top R&B 100 Singles (CB) | 24      |

| Fim da Década (1970–1979)        | Posição |
| -------------------------------- | ------- |
| Greatest Soul Songs of the 1970s | 61      |

### Prêmios e Indicações (Awards)
| Ano  | Categoria                                                     | Resultado | Ref           |
| ---- | ------------------------------------------------------------- | --------- | ------------- |
| 1977 | Prêmio Grammy Award para Record of the Year (Gravação do Ano) | Venceu    | [ 14 ] [ 15 ] |
| 1977 | Prêmio Grammy Award para Song of the Year (Canção do Ano)     | Indicado  | [ 25 ]        |
| 1977 | Prêmio Grammy Award para Best Male Pop Vocal Performance      | Indicado  | [ 26 ]        |

### Créditos
- Compositor – Leon Russell [1][27]
- Produção – Tommy LiPuma[2][27]
- Voz e Guitarra principal – George Benson [1][27]
- Guitarra rítmica – Phil Upchurch[27]
- Maestro, Orquestrado por – Claus Ogerman [27]
- Piano – Jorge Dalto[27]
- Contrabaixo – Stanley Banks[27]
- Bateria – Harvey Mason[27]
- Percussão – Ralph MacDonald[27]

## Outras Versões Cover
Além da versão original de Leon Russell (1972) e do cover bem sucedido de George Benson (1976), "This Masquerade" também recebeu os seguintes covers:
- Em 1972, após a versão orginal de Rusell, a cantora australiana Helen Reddy regravou a canção em seu álbum I Am Woman.[28]
- Em 1973, o dueto americano Carpenters regravou a canção em seu álbum Now & Then.[29]
- Em 1974, a cantora jamaicana Sharon Forrester regravou a canção em seu álbum Sharon.[30]
- Em 1974, o músico brasileiro Sérgio Mendes (sob o nome "Sergio Mendes and Brasil 77") regravou a canção em seu álbum Vintage 74.[31]
- Em 1978, o saxofonista americano Bob Berg gravou uma versão instrumental da canção em seu álbum New Birth.[32]
- Em 1982, a cantora galesa Shirley Bassey regravou a canção em seu álbum All by Myself.[33]
- Em 1982, o ator e cantor americano Robert Goulet regravou a canção em seu álbum Close to You.[34]
- Em 1986, o pianista canadense Hagood Hardy gravou uma versão instrumental (com o título "Masquerade") em seu álbum Hagood Hardy.[35] 
Depois, Hardy incluiu esta sua versão instrumental, com o título "Masquerade", em sua coletânea All My Best, lançada entre 1987 e 1988.[36]
- Em 1988, a cantora italiana Mina regravou a canção em seu álbum Ridi Pagliaccio.[37]
- Em 1989, o pianista americano Gene Harris (sob o nome "The Gene Harris Quartet") gravou uma versão instrumental em seu álbum Listen Here!.[38]
- Em 1991, a cantora italiana Mia Martini gravou uma versão ao vivo em seu álbum Mia Martini in concerto (da un'idea di Maurizio Giammarco).[39]
- Em 1995, o saxofonista americano David Sanborn gravou uma versão instrumental em seu álbum Pearls.[40]
- Em 1996, o trio americano de eurodance No Mercy regravou a canção em seu álbum My Promise.[41]
- Em 1999, o cantor americano Kenny Rogers regravou a canção em sua coletânea All The Hits & All New Love Songs.[42]
- Em 2002, o cantor e trombonista sueco Nils Landgren regravou a canção em seu álbum Sentimental Journey.[43]
- Em 2009, o ator e cantor brasileiro Daniel Boaventura regravou a canção em seu álbum Songs 4 U.[44]
- Em 2011, a pianista japonesa Chihiro Yamanaka gravou uma versão instrumental em seu álbum Reminiscence.[45]
- Em 2012, o ator e diretor americano Jason Gould regravou a canção em seu EP Jason Gould, seu primeiro trabalho como cantor.[46]
- Em 2017, Jason Gould regravou novamente a canção, com o título "This Masquerade (Cubano Version)", em seu álbum Dangerous Man.[47]

## Legado
- Em 2006, a versão bem sucedida de "This Masquerade" por George Benson (1976) foi executada no filme de drama estadunidense À Procura da Felicidade,[48] estrelado pelo ator Will Smith e por seu filho Jaden Smith, porém, não fez parte de sua trilha sonora original.[48]

- Também em 2006, a versão original de Leon Russell (1972) faz parte da trilha sonora do filme de terror psicológico Bug (Possuídos),[49] do diretor William Friedkin, o mesmo diretor de O Exorcista. A trilha sonora de Bug (Possuídos) foi lançada em 22 de maio de 2007.[49]

- A versão dos Carpenters foi executada também na tevê, em um medley com participação da cantora Ella Fitzgerald.[50] O medley no qual "This Masquerade" foi cantada foi posteriormente lançado em 2001 e em 2004 na compilação As Time Goes By dos Carpenters, com o título "Karen/Ella Medley", a oitava faixa do álbum.[50]